# Atanásio (conde das sagradas liberalidades)
Atanásio (em latim: Athanasius) ou Anastácio (em latim: Anastasius) foi um oficial bizantino do começo do século VII, ativo durante o reinado do imperador Focas (r. 602–610). Servia como conde das sagradas liberalidades. Envolveu-se em uma conspiração para assassinar o imperador e, quiçá, colocar Teodoro no trono. Arrependeu-se de sua participação e notificou Focas do plano, mas acabou executado por decapitação, em 7 de junho de 605 ou 607, com os demais conspiradores.